# 몬테콤파트리
몬테콤파트리(이탈리아어: Monte Compatri)는 이탈리아 라치오주 로마현에 위치한 코무네다. 로마로부터 남동쪽 20km 거리에 있다.

## 자매 도시
- 스페인 칼리오라